# Yarelys Barrios
Yarelys Barrios Castaneda (Pinar del Río, Cuba, 12 de julio de 1983) es una atleta cubana de lanzamiento de disco. En su carrera deportiva ostenta una medalla de plata en Juegos Olímpicos, dos medallas de plata y dos de bronce en campeonatos mundiales de atletismo, así como dos títulos panamericanos.

## Trayectoria
En el año 2004 integró por primera vez el equipo de mayores de su país, y una de sus primeras conquistas fue la medalla de plata en los XX Juegos Centroamericanos y del Caribe. En 2007 obtuvo preseas doradas en los Juegos Panamericanos (Río de Janeiro, Brasil) y en la Universiada (Bangkok). 
En el XI Campeonato Mundial de Atletismo (Osaka) conquistó el tercer lugar con un primer tiro de 63,90 m; posteriormente se le otorgó el segundo lugar, debido a que la atleta rusa Darya Pishchalnikova, quien había alcanzado la medalla de plata en esa prueba, fue suspendida por alterar controles de dopaje. 
Barrios obtuvo la medalla de plata en los campeonatos mundiales de atletismo de 2007 y 2009. También logró primeros lugares en la IAAF/VTB Bank World Athletics Final (2008 y 2009) y la Liga de Diamante 2010. En los Juegos Olímpicos de Pekín 2008 fue también segunda  (63,64 m), pero su medalla de plata le fue retirada en el año 2016 al dar positivo su examen antidopaje por acetazolamida.
En el campeonato mundial de Daegu en 2011, se adjudicó la medalla de bronce con una marca de 65,73 m. Además, ese año nuevamente repitió como una de las vencedoras de la Liga de Diamante, y repitió el título panamericano en Guadalajara con un lanzamiento de 66,40 m, nuevo récord de la competencia.
En los Juegos Olímpicos de Londres 2012, logró llegar nuevamente a la final, pero se ubicó en el cuarto puesto con una marca final de 66,38 m. Sin embargo, posteriormente le fue adjudicada la medalla de bronce al comprobarse nuevamente el dopaje a Darya Pishchalnikova, tercer puesto en esa ocasión. Para el 2013, logró en Moscú su segunda presea de bronce en campeonatos mundiales de atletismo, con un lanzamiento de 64,96 m.
Su mejor marca personal es de 68,03 m lograda en La Habana, Cuba, el 29 de marzo de 2012.